# Dassault Super Étendard
Super Étendard je francuski jednomotorni lovac-bombarder namijenjen djelovanju s nosača zrakoplova.

## Operativna uporaba

### Argentina
Odluka da se od Francuske kupi 14 zrakoplova donesena je 1981. nakon što su Sjedinjene Države stavile embargo na uvoz rezervnih dijelova za A-4 Skyhawkove. Do početka Falklandskog rata 2. travnja 1982. Argentini je isporučeno pet zrakoplova zajedno s pet protubrodskih raketa Exocet. Najzapaženije ratno postignuće potonje kombinacije bilo je 4. svibnja kada je teško oštećen razarač HMS Sheffield i 25. svibnja, s istim ishodom, Atlantic Conveyor.
Isporuka preostalih zrakoplova nastavljena je nakon završetka sukoba. U poslijeratnom razdoblju djelovali su s nosača zrakoplova Veinticinco de Mayo sve do njegovog umirovljena 1997. Kako se od tada planira novi nosač, piloti slijetanja vježbaju na brazilskom nosaču São Paulo ili "touch-and-go" slijetanja na američkim nosačima.

### Francuska
Prva eskadrila sastavljena od Super Étendarda, Flotille 11F, operativna je postala u veljači 1979. Ukupno su Super Étendardima opremljene tri postrojbe: tri eskadrile i školska jedinica.
Prvi borbeni zadatak obavili su 22. rujna 1983. kada su u Operaciji Olifant s nosača Foch bombardirali položaje Sirijskih snaga. Iste snage 17. studenog 1983. izvode napad na obučni kamp Hezbollaha.

## Korisnici
Argentina
- Nabavljeno 14 zrakoplova; 11 još uvijek u službi

 Francuska
- Mornaričko zrakoplovstvo koristili 71 zrakoplov; zamjenjuje ih Rafale M.

 Irak
- U razdoblju od 1983. do 1985. koristio pet posuđenih francuskih zrakoplova. Tri su vraćena.

## Tehničke karakteristike
Izvori podataka: 
Osnovne karakteristike
- posada: 1
- dužina: 14,31 m
- raspon krila: 9,6 m
- površina krila: 28, 4 m2
- visina: 3,86 m

Letne karakteristike
- najveća brzina: 1380 km/h (morska razina)
- brzina penjanja: 6000 m/min
- najveća visina leta: 13.700 m
- motor: 1 x SNECMA Atar 8K-50

Naoružanje
- naoružanje:
- 2 x 30 mm DEFFA topovi
- 2100 kg različitog potrošnog naoružanja